# Monument historique

Logo van monument historique

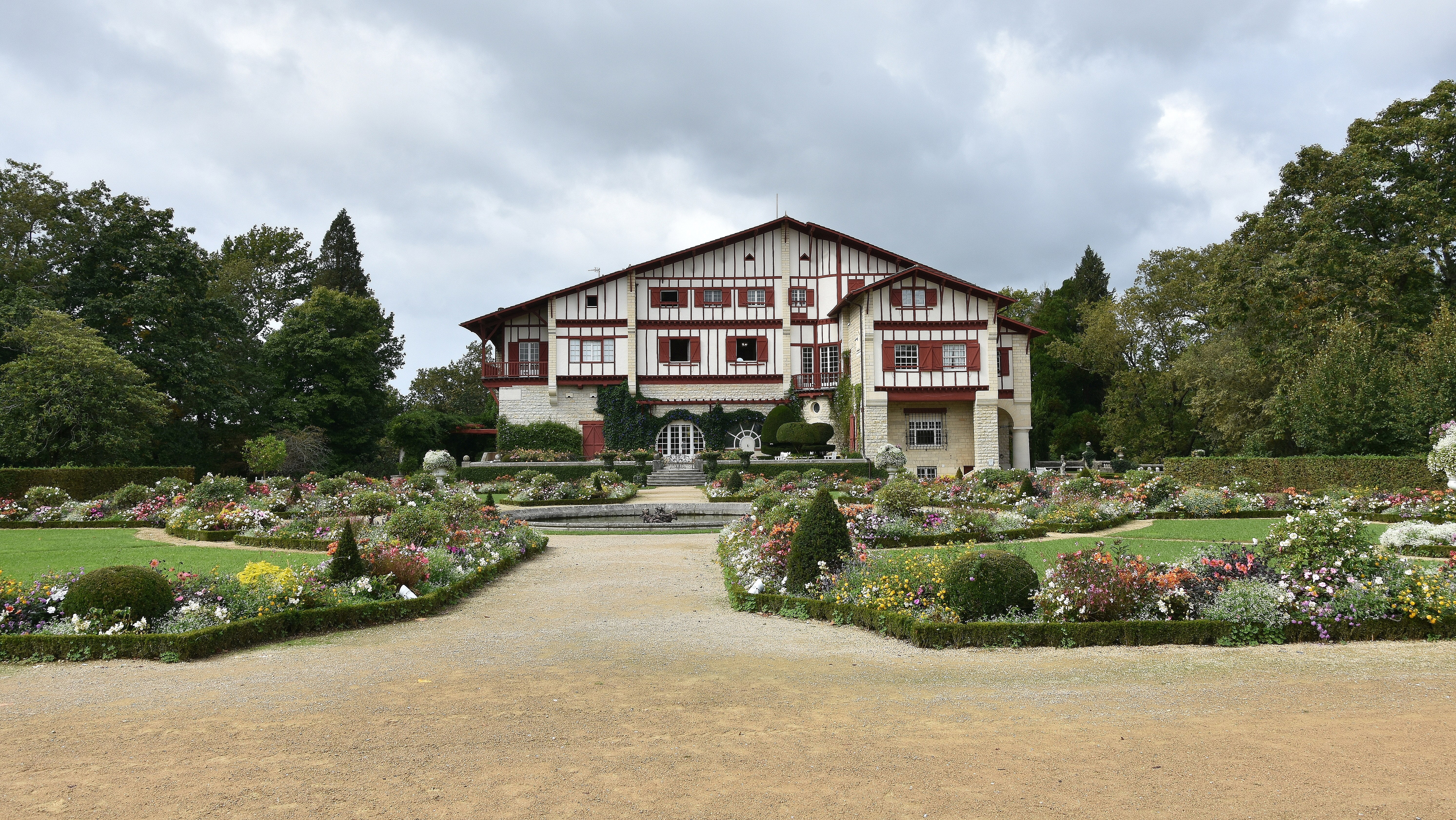
Villa Arnaga

Een monument historique is in Frankrijk erfgoed in de vorm van een gebouw, een deel van een gebouw, een groep gebouwen of een hele buurt, tuinen, bruggen of andere bouwwerken die door hun architectonische of historische waarde beschermd worden. Zowel publieke als private gebouwen kunnen op deze wijze beschermd worden.
Er bestaan twee beschermingsniveaus: een monument kan "ingeschreven" of "geklasseerd" zijn als monument historique. "Inschrijving" duidt vooral op een regionaal belang, terwijl "klassering" duidt op een nationaal belang.
Voorbeelden van gebouwen die als monument historique bestempeld zijn, zijn de Eiffeltoren, het Louvre en de Notre-Dame van Parijs. De eerste classificaties werden gegeven door de 19de-eeuwse schrijver Prosper Mérimée.